# CHINTAI presents きゃりーぱみゅぱみゅ Chapter＃0〜Touch Your Heart〜
『CHINTAI presents きゃりーぱみゅぱみゅ Chapter＃0〜Touch Your Heart〜』（チンタイプレゼンツ きゃりーぱみゅぱみゅ チャプターゼロ タッチユアハート）は、2021年4月2日からTOKYO FM制作・JFN系列38局ネットで放送されているラジオ番組。

## 概要
- アーティストとして活躍するきゃりーぱみゅぱみゅがパーソナリティを担当する番組で、きゃりーの冠番組。
- 当番組では、きゃりーが自身の趣味や興味について語ったり、今輝いているゲストを迎えたりしながら、様々なエピソードを一冊の本に見立てて紐解いていく[1]。

また、リスナーと新たな気づきや発見などを共有し、未来の「chapter」を創り出すきっかけを見つけていく。
- 隔週の番組内コーナーとして、『CHINTAI情報局 on the Radio』が放送されており、浜崎美保がパーソナリティを務める[2]。

## その他
- 2024年3月3日放送の第153回は、きゃりーが体調不良により休演し、近藤春菜（ハリセンボン）が代役を務めた[3]。また、同年2月27日にエイブル白馬五竜にて予定されていた公開収録イベント「CHINTAI presents きゃりーぱみゅぱみゅ chapter#0~Touch Your Heart~ in エイブル白馬五竜『雪山いやほい』」も中止[4]。